# Будчарерн, Сири
Сири Арун Будчарерн (род. 12 января 2002, Вьентьян) — лаосская пловчиха. Участница летних Олимпийских игр 2016 и 2020 годов.

## Биография
Сири Будчарерн родилась 12 января 2002 года в лаосском городе Вьентьян.
Во время подготовки к Олимпиаде тренировалась в 25-метровом общественном бассейне во Вьентьяне. Будчарерн была вынуждена делить время с детьми, которые учились плавать, а площадка рядом с бассейном была уставлена пустыми пивными бутылками после вечеринок.
В 2016 году вошла в состав сборной Лаоса на летних Олимпийских играх в Рио-де-Жанейро. На дистанции 50 метров вольным стилем заняла 76-е место, показав результат 32,55 секунды и уступив 7,73 секунды худшей из попавших в полуфинал Этьен Медейрос из Бразилии.
В 2017 году участвовала в чемпионате мира в Будапеште. На дистанции 50 метров вольным стилем заняла 78-е место (31,86 — рекорд Лаоса), на дистанции 50 метров брассом — 48-е (40,57).
В 2018 году выступала на чемпионате мира на короткой воде в Ханчжоу. На 50-метровке вольным стилем заняла 80-е место (31,19), на 50-метровке брассом — 49-е (40,40).
В том же году на летних Азиатских играх в Джакарте стала 25-й на 50-метровке вольным стилем (31,41), 28-й на 50-метровке брассом (39,85).
В 2019 году участвовала в чемпионате мира в Кванджу. На дистанции 50 метров вольным стилем заняла 88-е место (31,32), на дистанции 50 метров брассом — 48-е (40,72).
В 2021 году вошла в состав сборной Лаоса на летних Олимпийских играх в Токио. На дистанции 50 метров вольным стилем заняла 64-е место, показав результат 29,22 секунды и уступив 4,40 секунды худшей из попавших в полуфинал Мари Ваттель из Франции. Была знаменосцем сборной Лаоса на церемонии закрытия Олимпиады.